# Heini Lohrer
Heini Lohrer, född 29 juni 1918 i Arosa, död 12 december 2011, var en schweizisk ishockeyspelare.
Lohrer blev olympisk bronsmedaljör i ishockey vid vinterspelen 1948 i Sankt Moritz.